# Економіка Римського царства
Економіка Римського царства — система економічних відносин, що існувала в царський період Стародавнього Риму. Базувалося переважно на сільському господарстві, частково скотарстві й торгівлі.

## Загальна характеристика
Переважало натуральне господарство, що зосереджувалося на невеличкій ділянці. Навіть патриції та царі тоді володіли садом з будинком, розміри яких коливалися від статків. Призначенням продукції було сімейне або племінне споживання. 

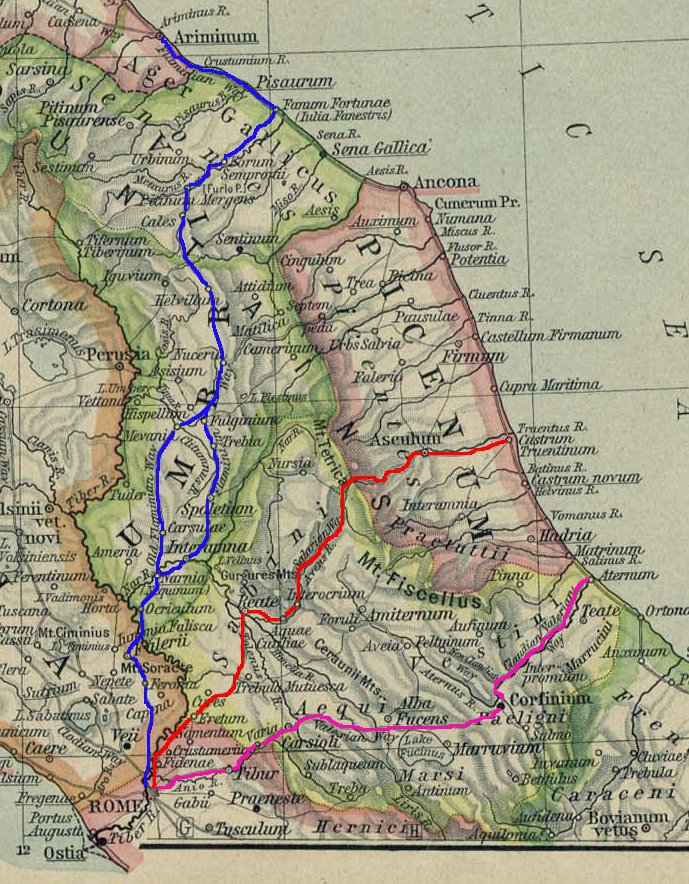
Соляний шлях (позначено рожевим)

Сам Рим як місто розвинувся завдяки своєму розташуванню на торгівельному шляху між містами Етрурії та грецькими колоніями Кампанії вздовж маршруту північ-південь та Соляного шляху між сабінськими та умбро-сабельськими племенами центральних Апеннін.

## Землеробство
Складні природні умови (горбиста та болотиста місцина, що тривалий час була вкрита лісами) та низка якість технік не сприяли розвитку сільського господарства. Вирощувалися переважно полба та ячмінь. Також в значній кількості вирощували бобові і ріпу. Втім врожайність цих культур, особливо зернових була недостатньою. Це було важливою причиною ведення постійних війн римськими царями для розширення кордонів держави задля отримання більше землі для гарної обробки.

## Скотарство
Вирощувалася велика рогата худоба, що використовувалася переважно як тяглова сила роботи на полях, а також для отримання молока, з якого виготовлялися сири. 
Дрібна рогата худоба у гірських районах вирощувалася для отримання м'яса, вовни та шерсті. Також було поширено свинарство і частково птахівництво. Послід тварин та птахів йшов на добрива та як паливо для печей. Коней вирощували переважно для військової справи.

## Рибальство і мисливство
З огляду на природне середовище протягом усього царського періоду полювання (на кабанів, оленів, ведмедів, диких птахів) та риболовля в Тибрі відігравала важливу роль в економічному житті, насамперед Риму, де було зосереджено більшість населення.

## Рімесництво
У Римі такоєж з'являються родинні майстерні, де виготовляли побутову кераміку, взуття і одяг, обробляли металів, зокрема заліза й золота. Розвитку ремесла сприяла наявність корисних копалин - залізної руди, міді, будівельного каменя, глини. 
Ймовірно також в цей час вже діяли архітектори, оскільки в цей період зводиться перший храм Юпітера та міст  через Тибр. Втім це були наймані етруски або римяни-учні останніх.

## Торгівля
Спочатку велася транзитна торгівля сіллю між латинянами та етрусками. Тому тривалий час боротьба за панування в Римі велася між цими народами. Рим був своєрідним емпорієм на Тибрі. У подальшому з посиленням влади Риму над латинськими племенами розширюється торгівля з Кампанією, переважно ячменем і худобою з боку римлян, які в свою чергу завозили пшеницю, давньогрецький посуд, одяг тощо. Присутня була лише бартерна торгівля, монети не карбувалися. Торгівля здійснювалася на  Бичачому форумі. Є свідчення про наказа легендарного царя Ромула щодо встановлення базарних днів. 
Важливою подією став вихід корднів царства до Тірренського моря. За легендою порт Остію заснував цар Анк Марцій. Вона швидко перетворилася на важливий транзитний пункт Лаціуму.

## Фінанси
В царський період збиралися митні збори, пасовищні збори (скриптури), що здійснювалися у натуральній формі. Існували також безкоштовні послуги, які громадянин надає державі, наприклад обробку землі. Також розглядалася низка випадкових надходжень, таких як конфіскація товарів (bona damnatorum) і військова здобич.